# 校條浩
校條浩（めんじょう ひろし、1954年 - ）は、日本の新事業プロデューサー、イノベーション・コンサルタント、ベンチャー投資家。シリコンバレーに本拠を置くNSV Wolf Capital代表兼マネージング・パートナーを務める。米国ベンチャー企業と日本企業との戦略提携を進めるエクスパートとして知られる。

## 経歴
1954年、東京生まれ。東京都立富士高等学校を経て、1978年東京大学理学部卒業、同学修士課程修了後、
小西六工業(現コニカミノルタ)にエンジニアとして入社。銀塩写真フィルムの開発に携わる。1981年、世界で初めての電子カメラ、ソニー社製 デジタル・マビカの発表をきっかけに、「30年後にデジタル写真の画質は銀塩写真に追いつく」と予測、専門をデジタル分野に大きく舵を取る。
マサチューセッツ工科大学に留学、工学修士課程修了後、MITマイクロシステムズ研究所、ボストン・コンサルティング・グループ を経て1991年に米国シリコンバレーに移住、
1994年、「シリコンバレーを創った25人」とも言われるRegis McKennaに請われハイテク・コンサルティング会社、The McKenna Group （マッケンナ・グループ）にて日本企業グループを立ち上げる。1996年に代表パートナーに就任。情報通信、エレクトロニクス、IT分野などの有力企業との幅広いネットワークを築く。
2002年、新しい事業創造を多角的に目指すため、ビデオゲームの草分け的存在であるEA（Electronic Arts）の共同創業者であるRichard Melmonと NetService Ventures Group を共同設立。実践までつながる新事業コンサルティングを実施。現在のリーンスタートアップ、オープンイノベーション、スピンインなど革新的な取り組みを行う。2011年、日本企業の事業創造を目的とする画期的な「戦略的ファンド・オブ・ファンズ」を立ち上げ、米国最先端ベンチャー・キャピタルへの投資・育成を通して、日本企業への事業イノベーションの支援、アドバイスを行なっている。現在、NSV Wolf Capital のマネージング・パートナーとしてファンドを運営している。

## 著書・訳書・出版物
- 校條 浩・本荘　修二　『日本的経営を忘れた日本企業へ』ダイヤモンド社、1995年、240頁。
- 校條 浩・本荘　修二　『成長を創造する経営』ダイヤモンド社、1999年、272頁、
- レジスマッケンナ　『リアルタイム未来への予言』校條浩訳、ダイヤモンド社、1998年、257頁。
- ヘイム・メンデルソン・ヨハネスジーグラー『スマート・カンパニー』校條浩訳、ダイヤモンド社、2000年、267頁。
- フィル・カーペンター『eブランド』　校條浩訳、ダイヤモンド社、2001年、312頁。
- 校條浩・湧川隆次　『シリコンバレーの秘密』(https://www.amazon.co.jp/gp/product/B00KF8FXG8/). インプレス社、2014年、45頁。
- 湧川隆次・校條浩　『ITの正体』(https://www.amazon.co.jp/IT%E3%81%AE%E6%AD%A3%E4%BD%93-%E3%81%AA%E3%81%9C%E3%82%B9%E3%83%9E%E3%83%9B%E3%81%8C%E5%A3%B2%E3%82%8C%E3%82%8B%E3%81%A8%E3%82%AF%E3%83%AB%E3%83%9E%E3%81%8C%E5%A3%B2%E3%82%8C%E3%81%AA%E3%81%8F%E3%81%AA%E3%82%8B%E3%81%AE%E3%81%8B%EF%BC%9F-NextPublishing-%E6%B9%A7%E5%B7%9D-%E9%9A%86%E6%AC%A1-ebook/dp/B00I03MTHQ/ref=sr_1_1?__mk_ja_JP=%E3%82%AB%E3%82%BF%E3%82%AB%E3%83%8A&dchild=1&keywords=it%E3%81%AE%E6%AD%A3%E4%BD%93&qid=1626819952&s=digital-text&sr=1-1). インプレス社、2014年、152頁。
- ダイヤモンド・ハーバードビジネス編集部・校條浩『未来市場制覇のマーケティング戦略』ダイヤモンド社、1996年、227頁。
- ダイヤモンド・ハーバードビジネス編集部・校條浩『顧客価値創造のマーケティング戦略』ダイヤモンド社、1995年、222頁。
- 校條 浩 「シリコンバレーの流儀」(https://diamond.jp/list/series/p-silicon), 週間ダイヤモンド
- 日経産業新聞「新風シリコンバレー」連載

## その他の活動
- スタンフォード大学、カリフォルニア大学バークレー校、九州大学、早稲田大学、慶応大学、日本総領事館、JETRO、World Affairs Councilなどでの講演
- カーライル・グループ 元アドバイザー
- 大前アソシエーツ 元アドバイザー
- 大阪市特別参与（イノベーション政策）
- SVJEN（Silicon Valley Japanese Entrepreneur Network） ボードメンバー
- Japan Society of Northern California イノベーションアウォード委員会理事
- スタンフォード大学ビジネススクール SPRIE/STAJE　アドバイザリーカウンシル理事